# 5001함
5001함은 대한민국 해양경찰청 동해지방해양경찰청 소속의 5000톤급 경비함이다. 독도의 옛 이름인 삼봉함(三峰號)로 부르기도 한다. 2001년에 진수되어 2002년에 취역하였다.

## 같이 보기
- 5002함